# Potito
Potito  è un nome proprio di persona italiano maschile.

## Varianti
- Ipocoristici: Tito
- Femminili: Potita[2][4]

## Origine e diffusione
Deriva dal nome latino di tradizione ecclesiastica Potitus, la cui etimologia è incerta; alcune fonti lo riconducono ai termini latini potitus, che vuol dire "acquistato", "ottenuto", o potis, "capace" (da potior, "ottenere", "acquisire"), mentre altre lo ricollegano al gentilizio romano Potitius, basato forse su potis ("potente", "signore"), anche se non possono essere escluse origini orientali.
Il nome gode di scarsa diffusione ed è concentrato nell'Italia meridionale continentale, in particolare della Puglia e della Campania, dove è diffuso grazie alla venerazione verso san Potito. È ancora utilizzato in particolar modo ad Ascoli Satriano e in alcune zone delle province di Avellino, Matera e Caserta; la trasmissione del nome è promossa da un bando annuale.

## Onomastico
L'onomastico ricorre il 14 gennaio in memoria di san Potito, martire sotto Antonino Pio in Italia meridionale.

## Persone

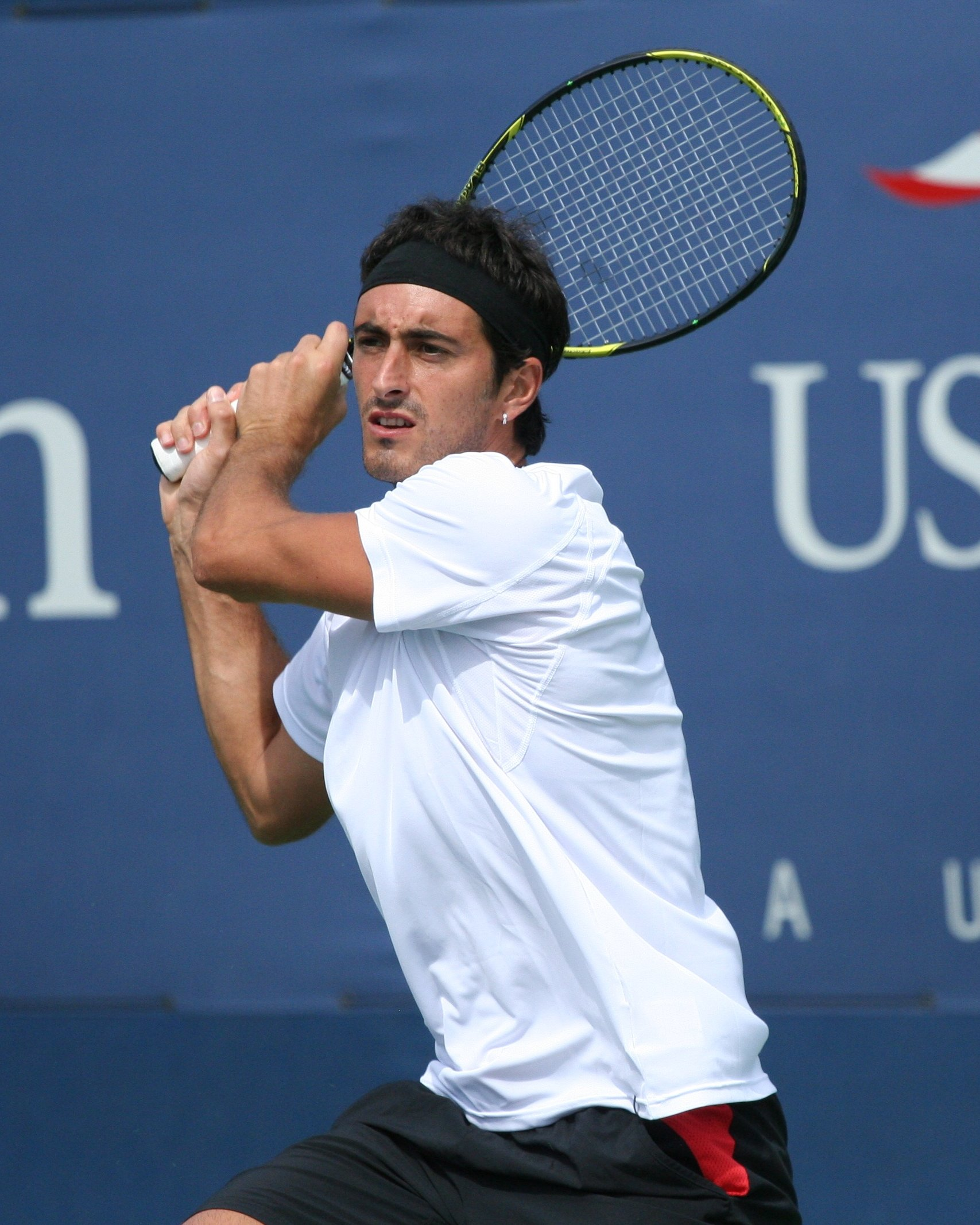
Potito Starace

- Potito Valerio Messalla, politico romano
- Lucio Valerio Potito, console romano
- Potito Pedarra, musicologo italiano
- Potito Randi, imprenditore, chimico e politico italiano
- Potito Salatto, politico italiano
- Potito Starace, tennista italiano